# Omar Niño Romero
Omar Niño Romero (ur. 12 maja 1976 w Guadalajarze) – meksykański bokser, były zawodowy mistrz świata wagi junior muszej (do 108 funtów) organizacji WBC.
Karierę zawodową rozpoczął 13 maja 1995. Do maja 2006 stoczył 27 walk, z których wygrał 25 (m.in. z wielokrotnym przyszłym mistrzem świata Jorge Arce)  a 2 przegrał (z przyszłymi mistrzami świata Gilberto Keb Baasem i Juanem Alberto Rosasem). W tym okresie zdobył lokalne tytuły WBA Fedecaribe i WBC CABOFE w wadze junior muszej.
10 sierpnia 2006 w Las Vegas stanął do pojedynku o tytuł mistrza świata organizacji WBC w wadze junior muszej z Amerykaninem Brianem Vilorią. Wygrał jednogłośnie na punkty i został nowym mistrzem. 18 listopada doszło do pojedynku rewanżowego. Walka zakończyła się remisem jednak 2 lutego 2007 Niño został zdyskwalifikowany na dziewięć miesięcy za zażywanie niedozwolonych środków, pozbawiony tytułu a walka uznana za "nie odbytą".
Po powrocie na ring próbował zdobyć prawo do walki o stracony tytuł WBC. 14 czerwca 2008  przegrał  jednak po niejednogłośnej decyzji sędziów walkę eliminacyjną z Filipińczykiem Juanito Rubillarem. Rok później, 6 czerwca 2009, w walce eliminacyjnej ponownie spotkał się z Rubillarem. Tym razem zwyciężył jednogłośnie na punkty (walka została przerwana w 8 rundzie ze względu na kontuzję Niño odniesioną po przypadkowym zderzeniu głowami).
27 lutego 2010 stanął do pojedynku o tytuł mistrza z Filipińczykiem Rodelem Mayolem. Walka została przerwana w 3 rundzie i uznana za remisową kiedy Niño zadał cios poniżej pasa a następnie znokautował Mayola. 19 czerwca w San Juan del Rio (Meksyk) doszło do pojedynku rewanżowego. Tym razem jednogłośnie na punkty zwyciężył Niño i został ponownie mistrzem świata. W pierwszej obronie tytułu, 4 września, pokonał na punkty po przerwaniu walki w 7 rundzie Kolumbijczyka Ronalda Barrerę. W kolejnej walce, 6 listopada spotkał się z rodakiem Gilberto Keb Baasem. Po zaciętym pojedynku przegrał niejednogłośnie na punkty (będąc na deskach w 1 i 8 rundzie) i stracił tytuł.
Po ponad rocznej przerwie powrócił na ring i 12 maja 2012 stoczył pojedynek o tytuł mistrza świata, tym razem federacji WBO w wadze muszej. Po raz trzeci zmierzył się z broniącym tytułu Brianem Vilorią tym razem przegrywając przez techniczny nokaut w dziewiątej rundzie.